# Хао Боцунь
Хао Боцунь (кит.: 郝柏村; піньїнь: Hǎo Bǎicūn; 13 липня 1919 — 30 березня 2020) — китайський військовик і політик, голова Виконавчого Юаня Республіки Китай в 1990—1993 роках.

## Кар'єра
Навчався у військовій академії в Нанкіні. Під час громадянської війни разом з основними гомінданівськими силами відступив на Тайвань. Пізніше продовжив військову освіту в Сполучених Штатах. Після повернення на батьківщину служив у національних збройних силах. 1975 року отримав генеральське звання. Від 1981 до 1989 року очолював Генеральний штаб.
Був заступником голови Гоміндану. 1989 року Хао Боцунь увійшов о складу уряду Лі Хуаня, отримавши портфель міністра оборони. Коли Лі Хуань був змушений піти у відставку, Хао Боцунь зайняв його місце. За його врядування було проведено виборчу реформу. Очолював уряд до 1993 року, звільнивши посаду через поважний вік.